# Qinhuangdao Olympic Sports Center Stadium
Qinhuangdao Olympic Sports Center Stadium (chiń. 秦皇岛市奥体中心体育场; pinyin Qínhuángdǎo shì Àotǐ Zhōngxīn Tǐyùchǎng) – wielofunkcyjny stadion sportowy w mieście Qinhuangdao, w Chinach. Może pomieścić 33 572 widzów. Budowa obiektu rozpoczęła się w maju 2002 roku i zakończyła 30 lipca 2004 roku. Na stadionie rozegrano m.in. część spotkań turnieju piłkarskiego na Igrzyskach Olimpijskich 2008.